# Massimo Bonetti
Massimo Bonetti (* 28. März 1951 in Rom) ist ein italienischer Schauspieler und Filmregisseur.

## Leben
Bonetti drehte seinen ersten Film 1976 und spielte zunächst in etlichen obskuren Filmen. Nach einer frühen Hauptrolle im weitgehend unbekannten Bim Bum Bam von Andrea Chiesa 1980 entwickelte er sich unter den Brüdern Paolo und Vittorio Taviani (Die Nacht von San Lorenzo), unter Massimo Troisi (Le vie del Signore sono finite) und Pupi Avati (Eine Geschichte von Männern und Frauen) zu einem gefragten Darsteller auch komplexer Figuren. Seit den 1990er Jahren immer mehr auch für das Fernsehen tätig, spielte Bonetti von 2000 bis 2007 in der erfolgreichen Fernsehserie La squadra den Polizeiinspektor „Pietro Guerra“, der in der letzten Folge den Serientod starb.
2010 wechselte er ins Regiefach und legte mit Quando si diventa grandi seine erste Arbeit vor.

## Filmografie (Auswahl)
- 1976: Bologna: Fantasia ma non troppo per violino
- 1976: Das Schlitzohr und der Bulle (Il trucido e lo sbirro)
- 1977: Strandgeflüster (Casotto)
- 1978: Die große Offensive (Il grande attacco)
- 1982: Die Nacht von San Lorenzo (La notte di San Lorenzo)
- 1984: Kaos
- 1987: In letzter Minute (Ultimo minuto)
- 1988: Die Väter des Nardino
- 1989: Eine Geschichte von Männern und Frauen (Storia di ragazzi e di ragazze)
- 1990: Nachtsonne (Il sole anche di notte)
- 1991: … und den Weihnachtsmann gibt’s doch! (Yes Virginia, There is a Santa Claus) (Fernsehfilm)
- 1990: Gefährliche Begegnung (Donne armate) (Fernsehfilm)
- 1993: Giovanni Falcone – Im Netz der Mafia (Giovanni Falcone)
- 1997: Kidnapping – Ein Vater schlägt zurück (Kidnapping – La sfida) (Fernsehfilm)
- 2010: Quando si diventa grandi (Regie)
- 2013: Roma nuda